# Christendom in Saoedi-Arabië
Het christendom in Saoedi-Arabië had in 2012 iets meer dan één miljoen aanhangers, grotendeels katholieke gastarbeiders uit de Filipijnen. Desondanks is er geen enkele kerk of parochie omdat de overheid van Saoedi-Arabië dat verbiedt.  De christenen vormen een religieuze minderheid in dit door de islam gedomineerde land.

## Geschiedenis
Tussen de vierde en zevende eeuw na Christus leefden er christelijke stammen in het land. Deze zijn in latere eeuwen overgegaan tot de islam. In 1986 werd bij de plaats Jubail een christelijke kerk uit de vierde eeuw ontdekt. Door de autoriteiten is het buitenlanders verboden de plaats te bezoeken.

## Huidige situatie
In Saoedi-Arabië zijn geen kerken omdat de overheid dat niet toestaat. Saoedi-Arabië kent geen godsdienstvrijheid en verbiedt de bouw van kerken op zijn grondgebied. De laatste priester werd in 1985 het land uitgezet. Saoedi-Arabië wordt hierom internationaal bekritiseerd. Buitenlanders mogen christen zijn en in kleine groepen thuis samenkomen, maar dit geldt niet voor de eigen bevolking. De islam verlaten is hen niet toegestaan. Er staat een lange gevangenisstraf op en in theorie kan de doodstraf worden opgelegd. Niet-islamitische burgers dienen de bepalingen die voortvloeien uit het houden van de ramadan te respecteren. Het in het openbaar vieren van Pasen of Kerstmis is niet toegestaan.
Op 6 november 2007 bracht de Saoedische koning Abdoellah een historisch bezoek aan het Vaticaan en ontmoette er paus Benedictus XVI.
In maart 2012 baarde Abdul Aziz Aal ash-Shaikh, grootmoefti van Saoedi-Arabië, internationaal opzien toen hij bij een bezoek van een delegatie uit Koeweit zei dat het "noodzakelijk [is] om alle kerken op het Arabisch Schiereiland te vernietigen", in navolging van een aan Mohammed toegeschreven uitspraak.  Bisschop François Lapierre van Saint-Hyacinthe, voorzitter van het mensenrechtencomité van de Canadese bisschoppenconferentie, heeft daarop de regering van Saoedi-Arabië gevraagd zich te distantiëren van de oproep van de grootmoefti.